# راب ۳۱۸۴
سیارک ۳۱۸۴ (به انگلیسی: 3184 Raab، نامگذاری:1949QC) سه هزار و صد و هشتاد و چهارمین سیارک کشف شده‌است که در ۲۲ اوت ۱۹۴۹ کشف شد.
قدر مطلق سیارک برابر ۱۲٫۱۰ است.